# Carebara striata
Carebara striata é uma espécie de inseto do gênero Carebara, pertencente à família Formicidae.